# 面積
面積（めんせき、英: area）とは、平面内の、或いは曲面内の図形の大きさや、広さの量である。立体物の表面の面積の合計を特に表面積（ひょうめんせき）と呼ぶ。

## 定義
平面図形については、2次元空間内の部分集合（つまり図形）の定義関数を積分して面積を定義する。直感的にはまず長方形の面積を定義し、一般の図形に対しては小さな長方形の集まりでその図形を近似した極限を以って面積を定義する。
曲面については、定義関数の面積分のほか、曲面を（3次元空間内で）小さな平面図形の集まりでその図形を近似した極限によって面積を定義することができる。

## 面積の単位
- 平方メートル(m2)[注釈 1] - 一貫性のあるSI組立単位
- アール(a) - 100 m2  土地の面積の計量にのみ用いることができる。
- ヘクタール(ha) - 10000 m2　土地の面積の計量にのみ用いることができる。
- 平方キロメートル(km2) - 1000000 m2

### ヤードポンド法
以下のように定義されている。
- 平方フィート - 0.09290304 m2
- 平方ヤード - 9 平方フィート - 0.83612736 m2
- 平方パーチ - 30.25 平方ヤード - 25.29285264 m2
- エーカー - 160 平方パーチまたは 43 560 平方フィート - 4046.8564224 m2
- 平方マイル - 640 エーカー - 2.589988110336 km2

### 古い日本の単位
- 勺（しゃく） - 約0.033058 m2[注釈 2]
- 合（ごう） - 10 勺 - 約0.33058 m2[注釈 2]
- 坪（つぼ）・歩（ぶ） - 10 合 - 約3.305785124 m2
- 畝（せ） - 30 坪 - 約99.17355 m2
- 段・反（たん） - 10 畝 - 約991.7355 m2
- 町（ちょう）・町歩（ちょうぶ） - 10 段 - 約9917.355 m2
- 尺坪（しゃくつぼ） - 約0.09183 m2
- 帖・畳（じょう） - 0.5 坪 - 約1.6528926 m2
- 方丈（ほうじょう） - 約9.182736453 m2

### その他の単位
- ドゥナム
- 甲
- バーン
- 畝（ムー、ム、ほ） - 中国の伝統的単位

## 面積を求める公式

### 平面
基本的な面積を計算する公式をいくつか示す。
- 正方形: a2（a = 一辺の長さ）
- 長方形: ab（a, b = 縦および横の長さ）
- 菱形: 1/2ab（a, b は2つの対角線の長さ）
- 台形: 1/2(B + b)h（B, b = 上底および下底の長さ、h = 高さ）
- 平行四辺形: ah（a = 底辺の長さ、h = 高さ）
- 平行四辺形: |A × B| = |A||B|sin θ（A, B は平行四辺形を張る独立なベクトル、"×" はベクトルのクロス積（外積）、"| |" はベクトルの大きさ、θ は A と B のベクトルのなす角）
- 三角形: 1/2ah（a = 底辺の長さ、h = 高さ）
- 三角形: 1/2absin θ（a, b = 辺の長さ、θ = 2辺のなす角の大きさ（ラジアン (rad)）、ヘロンの公式
- 各頂点の座標が与えられた多角形: 座標法を参照
- 円: πr2（π = 円周率、r = 半径）
- 扇形: 1/2r2θ（θ = 中心角の大きさ（ラジアン））
- 扇形: θ/360πr2（θ = 中心角の大きさ（度））
- 扇形: 1/2lr（l = 弧の長さ (2πrθ/360))
- 楕円: πab（a, b = 半長軸および半短軸の長さ）
- 正多角形: 1/2Pa（P = 周辺の長さ、a = 多角形の辺心距離（中心から辺の中心までの長さ））
- 格子多角形:ピックの定理
- アステロイド曲線に囲まれた部分: 3/8πa（アステロイド曲線の方程式 x2/3 + y2/3 = a2/3）
- カージオイド曲線に囲まれた部分: 3/2πa（カージオイド曲線の極方程式 r = a(1 + cos θ)）

### 立体
立体の表面積、側面積を求める公式を以下に示す。
- 立方体の表面積: 6s2（s = 一辺の長さ）
- 直方体の表面積: 2(lw + lh + wh)（l = 縦の長さ、w = 横の長さ、h = 高さ）
- 円柱の側面積: 2πrh（r = 底面の半径、h = 高さ）
- 斜切円柱の側面積: πr(h1 + h2)（h1 = 最大母線の長さ、h2 = 最小母線の長さ）
- 円錐の側面積: πar（a = 母線の長さ、r = 底面の半径）
- 円錐台の側面積: πa(R + r)（a = 母線の長さ、R, r = 両底面の半径、h = 高さ）
- 円柱の表面積: 2πr(h + r)（r = 底面の半径、h = 高さ）
- 円錐の表面積: πr(r + a)（r = 底面の半径、a = 母線の長さ）
- 球の表面積: 4πr2（r = 半径）

円以下の公式は、正確には積分を使って正当化される。さらに幅広い図形についてこの概念を定義するためには、積分を避けて通ることはできない。

## 定義不良な面積 Ill-defined areas
選択公理を受け入れると、「意味のある面積が定義できない図形」が存在することを証明できる （ルベーグ測度を参照）。
このような「図形」（簡単に図示することは出来ない）はタルスキーの円積問題に関係している（三次元における類似の例として、「体積の定義できない図形」とバナッハ＝タルスキーのパラドックスがある）。
このような集合は実用上現実の世界では生じない。